# Coves de Serinyà
Les Coves de Serinyà és un conjunt de jaciments prehistòrics del Paleolític mitjà i superior situats en unes coves de Serinyà, el Pla de l'Estany, que va ser descobert a mitjans del segle xx, declarat bé cultural d'interès nacional.
Formen part del conjunt, la cova de l'Arbreda, Mollet I i la cova del Reclau Viver, obertes al públic i unes altres com Mollet II, Mollet III, Cova d'en Pau, Arbreda II i Cau del Roure. Les coves són el resultat per una banda, de la formació del travertí a través de la deposició de carbonat de calci de l'aigua; i per un altre, dels processos que més tard dissoldrien, amb aigua, aquest mateix travertí. El conjunt de coves prehistòriques de Serinyà es troba en el municipi de Serinyà a la comarca catalana del Pla de l'Estany. Les seves coordenades UTM són X: 479181.93 Y: 4667903.14, estan situades a una alçada de 210 msnm. Tot el conjunt ha estat declarat Bé Cultural d'Interès Nacional. La cronologia del jaciment és molt àmplia i compren des del Paleolític mitjà i paleolític superior passant pel neolític antic, neolític mitjà, final, i Calcolític fins al bronze final.
Al llarg del Paleolític fou utilitzat com a refugi per animals, per l'home de neandertal i per l'home modern. Durant el Neolític fou utilitzat com a lloc d'enterraments Les restes trobades pertanyen al període del Paleolític mitjà (250.000 BP) i paleolític superior (40.000 BP-9.000 BP). Josep Maria Corominas en va iniciar les excavacions. Dins del jaciment es poden visitar la cova de Reclau Viver, la cova de l'Arbreda i la cova de Mollet. Actualment formen part del Parc de les Coves Prehistòriques de Serinyà.

## Història de les excavacions
El conjunt de coves de Serinyà, també conegudes com del Reclau, van ser descobertes per Josep Maria Corominas, metge de professió que va exercir tant a Banyoles, com a Serinyà.
De jove, Corominas havia participat en els anys 30 a les excavacions de la Bora Gran, una cova situada al nord del municipi de Serinyà. L'arqueologia per ell era una gran passió personal i per això durant molts anys va estar treballant amb constància i rigor científic, amb la metodologia de l'època. Conscient dels avenços i millores tècniques i metodològiques que aquesta ciència havia aconseguit, va decidir als anys 30 garbellar les terres que els anterior arqueòlegs havien tret de la Bora Gran. Amb aquest fet, va aconseguir recuperar més de 17.000 peces.
Als anys 40, més concretament al 1944 es va iniciar una nova etapa en la investigació del passat més remot de Serinyà amb l'inici de les excavacions a la zona del Reclau. Aquest indret és el que actualment ocupa el Parc de les Coves Prehistòriques de Serinyà.
Al 1944, Corominas va començar a treballar a la cova del Reclau Viver, feina que s'allargà fins al 1948. Al llarg dels anys 40 i 50, també va dur a terme excavacions en una altra cova propera, que era la de Mollet I. Al llarg dels anys següents, es van anar obrint petits caus i coves, com per exemple la cova de Pau, el Cau del Roure, la cova de l'Arbreda, la Cova de Mollet III, etc.
Entre 1975 i 1987, les excavacions van passar a estar dirigides pel Centre d'Investigacions Arqueològiques, de la Diputació de Girona i la Generalitat de Catalunya. Des del 1996, fins a l'actualitat s'han reprès els treballs d'excavació i investigació, ara dirigits des de la Universitat de Girona i amb el suport d'institucions com el Museu d'Arqueologia de Catalunya-Girona, el Museu Arqueològic de Banyoles i el Consell Comarcal del Pla de l'Estany.